# Palenzuela

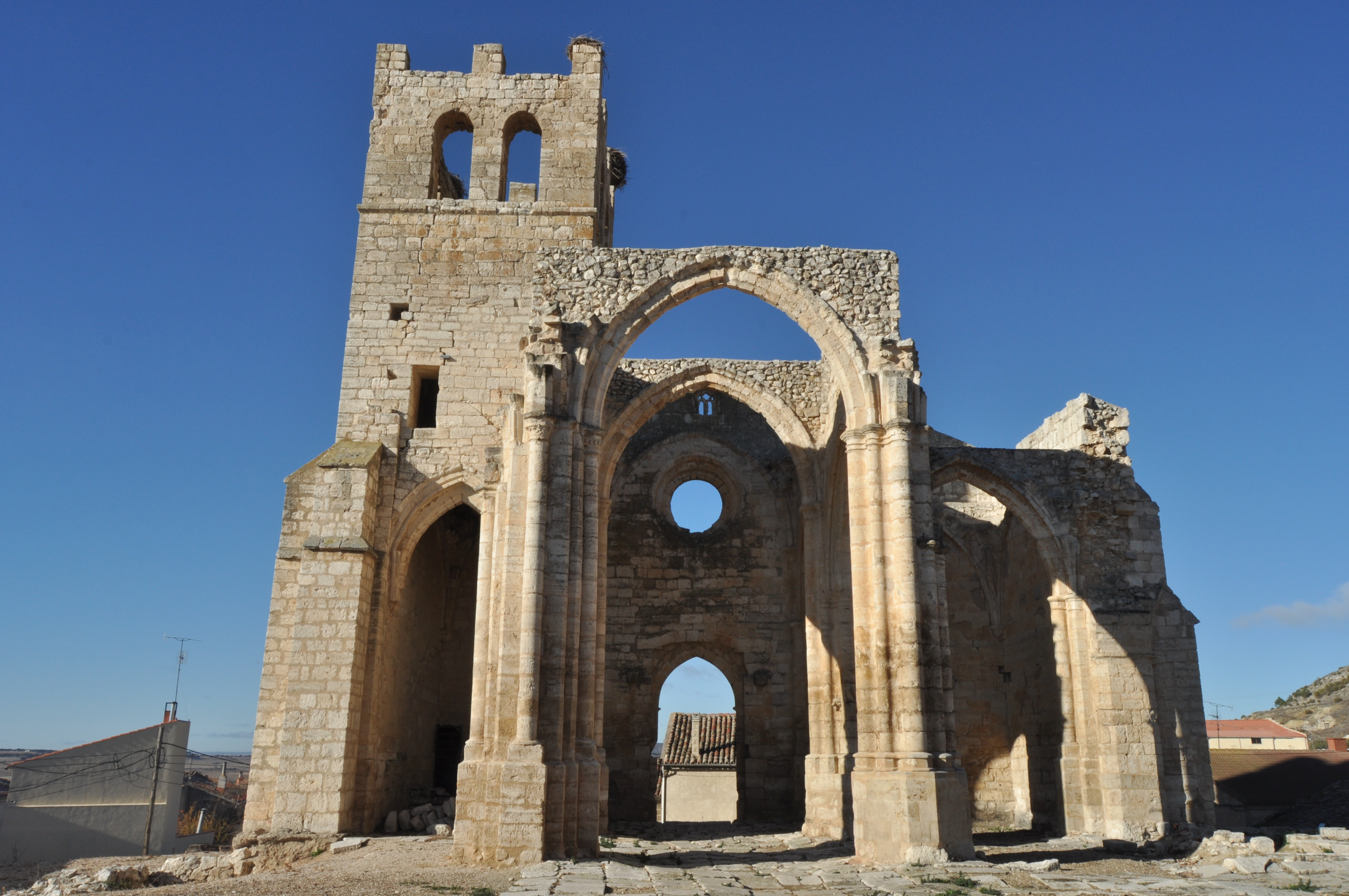
Palenzuela – Iglesia de Santa Eulalia

Palenzuela ist ein Ort und eine nordspanische Gemeinde (municipio) mit nur noch 215 Einwohnern (Stand: 2024) in der Provinz Palencia der Autonomen Gemeinschaft Kastilien-León.

## Lage und Klima
Der Ort Palenzuela liegt auf einer Anhöhe über dem Río Arlanza in der altkastilischen Meseta in einer Höhe von ca. 800 m. Die Provinzhauptstadt Palencia befindet sich ca. 41 km (Fahrtstrecke) südwestlich; die Städte Burgos und Valladolid sind ca. 54 km in nordöstlicher bzw. knapp 80 km in südwestlicher Richtung entfernt. Das Klima im Winter ist kühl, im Sommer dagegen trotz der Höhenlage gemäßigt bis warm; Niederschläge (ca. 500 mm/Jahr) fallen überwiegend im Winterhalbjahr.

## Bevölkerungsentwicklung
| Jahr      | 1857  | 1900  | 1950  | 2000 | 2018 |
| Einwohner | 1.120 | 1.177 | 1.280 | 318  | 211  |

Der seit der Mitte des 20. Jahrhunderts festzustellende deutliche Bevölkerungsrückgang ist im Wesentlichen auf die Mechanisierung der Landwirtschaft sowie auf die Aufgabe von bäuerlichen Kleinbetrieben und den daraus resultierenden Verlust von Arbeitsplätzen zurückzuführen (Landflucht).

## Wirtschaft
In früheren Zeiten lebten die Bewohner des Ortes wie der gesamten Region nahezu ausnahmslos als Selbstversorger von den Erträgen ihrer Felder und Hausgärten; auch Weinbau und Viehzucht wurden betrieben. Im Ort selbst haben sich bereits vor Jahrhunderten auch Kleinhändler, Handwerker und Dienstleister aller Art niedergelassen, die inzwischen jedoch ihr Geschäft aufgegeben haben. Palenzuela gehört heute zum Weinbaugebiet Arlanza (D.O.).

## Geschichte
Die Ursprünge des Ortes führen möglicherweise noch auf den keltischen Volksstamm der Vaccaei zurück – jedenfalls fand sich in der Nähe eine keltiberische Nekropole. Ab dem 2. Jahrhundert v. Chr. wurde der römische Einfluss immer stärker; der Ortsname Pallantia ist von mehreren antiken Geschichtsschreibern überliefert. Aus der Westgotenzeit fehlen jedoch jegliche Spuren. Historisch fassbarer wird der Ort erst durch den Bau einer Maurenburg im frühen 9. Jahrhundert; gegen Ende des Jahrhunderts eroberte der asturische König Alfons III. im Rahmen der Reconquista die Region. In der Folgezeit wurde das maurische Einflussgebiet mehr und mehr nach Süden verschoben. Im 15. Jahrhundert entstand das Verwaltungsgebiet der Merindad de Cerrato mit Palenzuela als Hauptort.

## Sehenswürdigkeiten

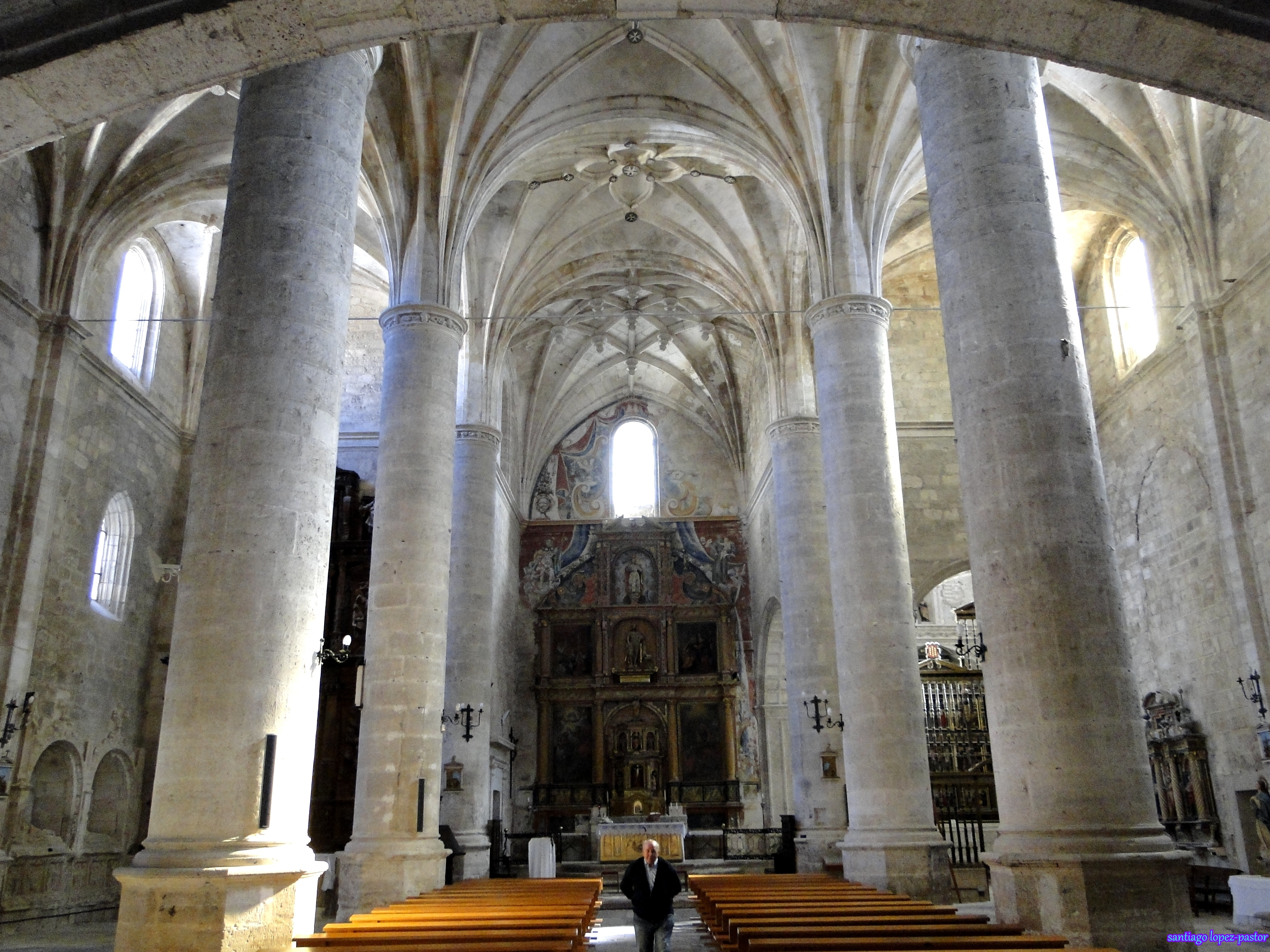
Palenzuela – Iglesia de San Juan Bautista

- Die Burgruine des Castillo de Palenzuela ist das älteste noch existierende Zeugnis der Ortsgeschichte. Die Burg wurde wahrscheinlich im frühen 9. Jahrhundert in der von den Mauren bzw. den Berbern bevorzugten Stampflehmtechnik errichtet. Hinweise darauf sind die zahlreichen noch erkennbaren Gerüstlöcher.[5][6]
- Die Iglesia de San Juan Bautista entstand vom 14. bis 17. Jahrhundert an der Stelle eines Vorgängerbaus; die lange Bauzeit erklärt sich durch den Einsturz des Glockenturms (campanario), bei dem große Teile des Kirchenschiffs (nave) ebenfalls zerstört wurden. Die Kirche ist heute eine dreischiffige Hallenkirche mit Sterngewölben. Sehenswert sind mehrere barocke Schnitzaltäre.[7]
- Die spätgotische Kirche Santa Eulalia ist der frühchristlichen Märtyrin und Heiligen Eulalia von Mérida geweiht; sie diente noch bis ins 19. Jahrhundert als Pfarrkirche. Ihr baulicher Zustand war jedoch bedenklich und so wurde die Pfarrgemeinde im Jahr 1844 mit der von San Juan Bautista zusammengelegt und das gesamte Kirchenmobiliar dorthin verbracht. Gegen Ende des Jahrhunderts stürzten die Gewölbe ein.[8][9]
- Vor den Toren der Stadt befand sich der – heute weitgehend ruinierte – Franziskanerkonvent (Convento de San Francisco), in welchem im Jahr 1425 eine Versammlung der Cortes abgehalten wurde.[10]